# José Guiomard
José Guiomard dos Santos, mais conhecido como José Guiomard, (Santo Antônio do Monte, 23 de março de 1907 – Rio de Janeiro, 15 de março de 1983) foi um militar e político brasileiro com atuação no Acre, estado onde foi governador.

## Dados biográficos
Nascido em Perdigão, então um distrito de Santo Antônio do Monte, o filho de José Batista dos Santos e Bárbara Guiomard dos Santos se mudaria para Barbacena, onde ingressaria na escola militar. Mais tarde, iria para o estado do Rio de Janeiro, ingressando na Escola Militar do Realengo em 1925 e depois em instituições como a Escola Politécnica da Universidade Federal do Rio de Janeiro, a Escola Técnica do Exército e Universidade Federal do Rio de Janeiro, especializando-se em astronomia e geodésia.
Posto a serviço do Ministério das Relações Exteriores entre 1934 e 1938, foi subchefe da comissão que estabeleceu os limites geográficos entre Brasil, Paraguai e Venezuela, integrou o Instituto histórico-Geográfico do Amazonas, a Academia Acriana de Letras e quando de sua chegada em terras fluminenses integrou o Clube Militar, o Clube de Engenharia do Rio de Janeiro e a Sociedade Brasileira de Geografia. Nesse período firmou uma amizade com San Tiago Dantas e integrou a Ação Integralista Brasileira e se manteve sempre fiel aos princípios integralistas mesmo depois da decretação do Estado Novo. Antes de ingressar na política foi colaborador do Correio Braziliense, dentre outros jornais. Escreveu também alguns livros, como Cinquentenário do Tratado de Petrópolis, Mensagem do Acre e Territórios Federais, Grandezas e Misérias.
Articulista nas escolas militares onde serviu, foi procurador do Território de Ponta Porã antes de se filiar ao PSD. Governador do Território Federal do Acre durante a presidência de Eurico Gaspar Dutra, renunciou ao cargo para entrar na política elegendo-se deputado federal em 1950, 1954 e 1958, período em que cimentou sua liderança política como antagonista de Oscar Passos e seus correligionários do PTB. Em sua passagem pela Câmara dos Deputados apresentou um projeto de lei elevando o Acre de território federal a estado, medida concretizada em 1962.
Eleito senador em 1962 e partidário da queda de João Goulart, foi reeleito pela ARENA em 1970 e 1978, neste último caso como senador biônico. Com a reforma partidária seguiu para o PDS falecendo em pleno exercício do mandato vítima de broncopneumonia. Em 1963, tirou licença no segundo semestre, quando seu suplente, José Kairala, acabou sendo assassinado dentro do Senado por Arnon de Mello, que queria atingir Silvestre Péricles e errou o alvo.
Após sua morte, o município de Quinari, base política do José Guiomard, foi rebatizado com o nome de Senador Guiomard e sua cadeira no Senado Federal foi ocupada por Altevir Leal.
Foi casado com Lídia Hannes Guiomard dos Santos.